# 5 Batalion Strzelców Karpackich

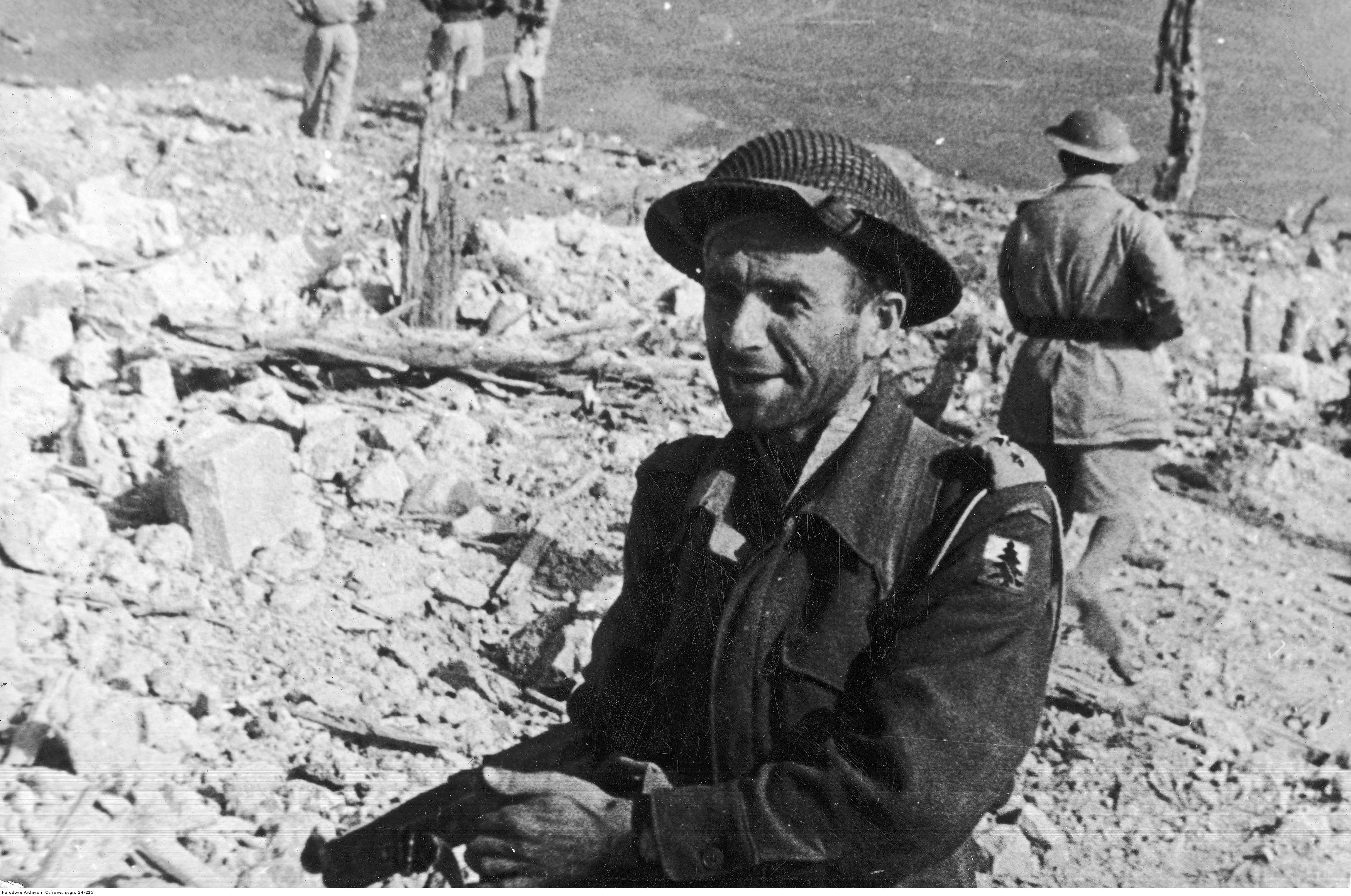
Adam Puzoń

5 Batalion Strzelców Karpackich (5 bsk) – pododdział piechoty Polskich Sił Zbrojnych.

## Formowanie i zmiany organizacyjne
5 batalion strzelców karpackich został sformowany w maju 1942, w Palestynie, w składzie 2 Brygady Strzelców Karpackich, na podstawie zarządzenia dowódcy Wojsk Polskich na Środkowym Wschodzie L.dz.2130/I/Tjn./42. Zorganizowany ze składu osobowego 26 pułku piechoty 9 Dywizji Piechoty Polskich Sił Zbrojnych w ZSRR, przybyłej podczas I ewakuacji z ZSRR.

## Działania bojowe
Walczył w kampanii włoskiej między innymi w bitwie o Monte Cassino, Ankonę i Bolonię.
Po wojnie batalion, będąc w składzie wojsk okupacyjnych, pełnił między innymi służbę wartowniczą. W lutym 1946 ochraniał obiekty wojskowe w rejonie Monopoli.
W 1946 został przetransportowany do Wielkiej Brytanii i tam w następnym roku rozformowany.

## Żołnierze batalionu
Dowódcy batalionu;
- ppłk Franciszek Gudakowski (6 V - 29 VI 1942[3])
- mjr / ppłk piech. Karol Józef Piłat[a] (29 VI 1942 – 10 VI 1944[6])
- ppłk Adam Szymański (11 VI - 21 X 1944[5])
- mjr dypl. Michał Rybikowski (22 X 1944 - 1 II 1945[5])
- mjr dypl. Zygmunt Ludwik Stanisław Zawadzki (1 II - 4 IX 1945[5][3])
- mjr dypl. Czesław Hanus (15 IX 1945 – 1947[5][3])

Zastępcy dowódcy batalionu
- mjr Antoni Piotrowski (10.XI 1942 - IV 1944[7])
- mjr Ludomir Tarkowski[8]
- mjr Leon Franciszek Firczyk[5](do 21 X 1944)
- mjr Karol Hareńczyk[3]
- kpt. Tadeusz Westwalewicz[5](XII 1944 - 1947[3])

Oficerowie batalionu
- kwatermistrz – por. Kazimierz Belof
- dowódca 1 kompanii strzelców – por. Stanisław Irlik
- dowódca 2 kompanii strzelców – por. Bolesław Tumiłowicz
- dowódca 3 kompanii strzelców – por. Adam Puzoń
- dowódca 4 kompanii strzelców – por. Józef Bachman
- dowódca kompanii dowodzenia – kpt. mgr Tadeusz Krzyżanowski
- por. Marian Łoziński
- ppor. Władysław Majcher
- ppor. Stanisław Dróżdż

## Odznaka batalionu
Odznaka specjalna: wykonana z białego metalu, oksydowana na stare srebro. Oznaka ma formę kompozycji składającej się z ośmiu liści ostu ułożonych promieniście, na którą nałożony jest kolisty wieniec świerkowy. W środku koło obrzeżone ząbkami. Na wieńcu inicjały 2 BSK, w centrum cyfra 5.
Odznakę noszono na berecie, na podkładce z ciemnozielonego sukna po lewej stronie, w odległości 10 cm od środka orzełka. Na patkach kołnierza zezwolono nosić oznaki o średnicy 2 cm, bez podkładki sukiennej. Wykonywała je firma: F. M. Lorioli, Milano – Roma.

## Dyslokacja marsze i walki
|  |  |  |  |  |